# Союз художников Казахстана
Союз художников Республики Казахстан — общественное объединение Казахстана, находится в Алма-Ате.
Должность председателя союза занимает Жубаниязов Умирбек Орынбасарович.

## Структура
Союз художников Республики Казахстан — творческая общественная организация, объединяющая около 1200 профессиональных художников: скульпторов, живописцев, графиков, художников монументального и декоративно-прикладного искусства, мастеров народного творчества и искусствоведов.
Союз имеет 15 филиалов в различных регионах страны. Филиалы входят в структуру Союза и не являются самостоятельными юридическими лицами. СХ РК разделяется по секциям.
Союз художников Казахстана — объединение профессиональных художников, работающих в разных видах и жанрах изобразительного искусства. Его цели: продвижение творчества художников-членов СХ на республиканской и международной арене, оказание информационной, социальной и правовой поддержки, проведение выставок, издательско-пропагандистская деятельность.
Согласно Уставу, высшим органом Союза является Съезд, созываемый не реже одного раза в четыре года. В перерыве между Съездами руководящим органом является Правление Союза, избираемое на срок в четыре года. Оперативное руководство Союзом осуществляется Секретариатом, избираемым из состава Правления на срок также в четыре года.
Союз художников имеет собственные офисные помещения, творческие мастерские и производственную площадь, которая в настоящее время находится в стадии реконструкции.

## История
Изобразительное искусство Казахстана в его классическом академическом формате не является традиционным для Казахстана, и фактически было создано в рамках Союза художников примерно за 70 лет XX века.

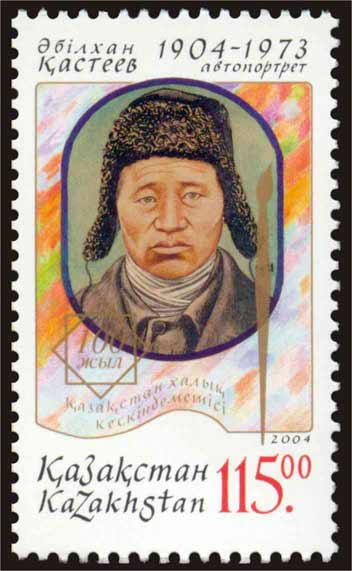
Почтовая марка с автопортретом А. Кастеева

Созданию Союза художников предшествовал значительный подготовительный период. В 1932—1933 г. было создано Оргбюро, в 1936 г. — оргкомитет казахстанских художников. Эти организации занимались регистрацией художников, работающих в Казахстане, организовывали выставки, студии, проводили работу по консолидации художников и систематизации их творческого труда. В это же время работал кооператив «Казхудожник», выполнявший заказы на художественные произведения. По инициативе оргкомитета и его активном содействии в конце 30-х годов было открыто первое в Казахстане художественное училище и первая художественная галерея.
Союз художников был сформирован в 1933 году под руководством Оргкомитета советских художников при Совнаркоме КазССР, а 26 июня 1940 года с участием московских художников прошел первый республиканский Съезд Союза художников Казахстана, на котором был принят устав и выданы первые членские книжки группе казахстанских художников. В нём участвовали 8 сформированных к этому году областных филиалов СХ.
Первым председателем Союза был избран Георгий Брылов, окончивший Академию художеств СССР, заместителем по творческим вопросам Абылхан Кастеев. В 1940 г. на заседании президиума правления Союза художников СССР в члены Союза художников СССР были приняты 19 художников Казахстана.
Первыми членами Союза художников Казахстана стали:
Абылхан Кастеев, Николай Крутильников, Алексей Бортников, Александр Пономарев, Аубакир Исмаилов и другие.
В последующие годы на съездах Союзов художников председателями Союза избирались: Михаил Белов (1951 г.), Абылхан Кастеев (1954), Хакимжан Наурзбаев (1956 г.), Сабур Мамбеев (1959 г.), Николай Гаев (1962 г.), Канафия Тельжанов (1965 г.), Сабур Мамбеев (1968 по 1982 г.), Шакен Ниязбеков (1982 г.), Амен Хайдаров (1986 г.), Еркин Мергенов (1987—1993 г.), Тулеген Досмагамбетов (1993—1995 г.), Сабур Мамбеев (1995—1997 г.), Еркин Мергенов (1998—2009 г.)., Байтурсын Уморбеков (с 2009 г.).

## Деятельность
За 86 лет развития имена казахстанских мастеров стали известны на всём пространстве бывшего СССР. Их работы вошли в экспозиции и фонды Государственной Третьяковской галереи, Государственного музея искусств народов Востока, музеев Украины, Узбекистана, Киргизии и др.
В Союз художников Казахстана входили такие мастера, как Кастеев Абылхан, Калмыков Сергей, Галимбаева Айша, Тельжанов Канафия, Исмаилов Аубакир, Мамбеев Сабур, Шарденов Жанатай, Кенбаев Молдахмет, Исабаев Исатай, Сидоркин Евгений, Джусупов Али, Айтбаев Салихитдин, Табиев Бахтияр, Кисамединов Макум, Тогусбаев Токболат, Тюлькиев Бексейт, Тулепбай Ерболат.
В настоящее время, сохраняя традиции казахстанского изобразительного искусства, работают такие состоявшиеся художники как: Сергебаев Ескен, Жубангалиев Инган, Алиев Дулат, Аканаев Амандос, Дузельханов Агимсалы, Кайрамбаев Жумакын, Казгулов Алпыспай, Тлеужанов Талгат, Каспак Манат, Бубэ Нелли, Ажибеков Казбек, Жумабай Адлет, Далбай Нурлан, Аканаева Ботагоз, Исхаков Талгат, Есенгали Садырбаев.
Среди наиболее значимых выставочных проектов, проходивших в Союзе художников Казахстана за последние 10 лет, необходимо упомянуть следующие: выставка художников Казахстана в экспозиции Международной Конфедерации Союзов художников «Искусство наций» (Москва, 2002 г.), выставка в рамках празднования 300-летия Санкт-Петербурга (Санкт Петербург, 2003 г.). Ежегодно проходят Республиканские выставки Союза художников РК в Алма-Ате. В настоящее время ведется работа над проектом «История Союза художников Казахстана в документах и фотоиллюстрациях», которые предполагается закончить во второй половине 2008 г. В 1999 г. было выделено 1 000 000 тенге (примерно 8 000 у. е.) на проведение юбилейной выставки, выпуск справочника и проведение юбилейных торжеств в связи с 60-летием со дня официальной даты организации Союза художников РК (60-летие со дня проведения 1 Республиканского Съезда СХ РК).